# نورومورفیک
مهندسی نورومورفیک (neuromorphic) یا به اختصار نورومورفیک که «محاسبات عصبی» نیز نامیده می‌شود، مفهومی است که در اواخر دهه ۱۹۸۰ توسط کارور مید (Carver Mead) توسعه یافته و به معنی استفاده از سیستم‌های مجتمع سازی در مقیاس بسیار بزرگ (VLSI) حاوی مدارهای آنالوگ الکترونیکی، برای تقلید (شبیه‌سازی) معماری عصبی و بیولوژیکی موجود در سیستم عصبی است.
در حال حاضر، اصطلاح نورومورفیک برای توصیف سیستم‌های آنالوگ، دیجیتال، سیستم‌های مختلط آنالوگ / دیجیتال و نرم‌افزارهایی که سیستم‌های عصبی را مدل‌سازی می‌کنند، به کار می‌رود. اجرای محاسبات عصبی در سطح سخت‌افزار را می‌توان با ممریستورهای مبتنی بر اکسید (oxide-based memristors)، ممریستورهای اسپینترونیک (spintronic memories)، سوئیچ‌های آستانه‌ای (threshold switches) و ترانزیستورها، تحقق بخشید.
جنبه اصلی مهندسی نورومورفیک درک چگونگی مورفولوژی نورون‌های ویژه، مدارها، برنامه‌ها و معماری‌های همه‌جانبه محاسبات مدنظر را ایجاد می‌کند، بر نحوه ارائه اطلاعات و بر استحکام در برابر آسیب‌ها تأثیر می‌گذارد، یادگیری و توسعه را ترکیب می‌کند، سازگاری با تغییرات محلی (انعطاف‌پذیری)، و تغییر تکاملی را آسان می‌کند.
مهندسی نورومورفیک مبحثی میان رشته‌ای است که از زیست‌شناسی، فیزیک، ریاضیات، علوم کامپیوتر و مهندسی الکترونیک ایده می‌گیرد تا سیستم‌های عصبی مصنوعی مانند سیستم‌های بینایی، سیستم‌های سر-چشم، پردازنده‌های شنوایی و روبات‌های خودمختار را طراحی کند که معماری فیزیکی و اصول طراحی آن مبتنی بر اصول سیستم عصبی بیولوژیکی است.
مثال‌ها:
در اوایل سال ۲۰۰۶، محققان در جورجیا تکنولوژی یک میدان برنامه پذیر آرایه عصبی را منتشر کردند.

## ایده‌گیری از مغز
مهندسی نورومورفیک به دلیل ایده‌هایی که از دانش‌مان در مورد ساختار و عملکرد مغز می‌گیرد، برجسته می‌شود. مهندسی نورومورفیک آنچه را که در مورد عملکرد مغز می‌دانیم به سیستم‌های کامپیوتری ترجمه می‌کند. کار در این زمینه بیشتر بر روی تکرار ماهیت آنالوگ محاسبات زیستی و نقش نورون‌ها در شناخت متمرکز شده‌است.
فرایند زیستی نورونها و سیناپس‌های آن‌ها بسیار پیچیده‌اند، و در نتیجه شبیه‌سازی مصنوعی آن‌ها بسیار مشکل است. یک ویژگی کلیدی مغزهای زیستی این است که تمام پردازش‌ها در نورون‌ها از سیگنال‌های شیمیایی آنالوگ استفاده می‌کنند. این امر ساختن مغز در کامپیوتر را دشوار می‌سازد چرا که نسل فعلی کامپیوترها کاملاً دیجیتال هستند. با این‌حال، ویژگی‌های این بخش‌ها را می‌توان به توابع ریاضی که تقریباً جوهرهٔ عملیات نورون را دریافت می‌کنند، خلاصه کرد.
هدف محاسبات نوروموفیک این نیست که تمام و کمال از مغز و تمام عملکردهای آن تقلید کند، بلکه هدف آن این است که آنچه در مورد ساختار و عملکرد مغز می‌دانیم را استخراج کند تا از آن در سیستم‌های کامپیوتری کاربردی استفاده شود. هیچ سیستم نوروموفیکی ادعا یا تلاش نخواهد کرد که تمام عناصر نورون‌ها و سیناپس‌ها را شبیه‌سازی کند، اما همه آن‌ها به این ایده پایبندند که محاسبات در یک سری عناصر محاسباتی کوچک، شبیه به یک نورون، توزیع شوند.

## ملاحظات اخلاقی
با وجود این‌که مفهوم بین‌رشته‌ای مهندسی نورومورفیک نسبتاً جدید است، بسیاری از ملاحظات اخلاقی که درمورد ماشین‌های انسان‌نما و هوش مصنوعی وجود دارند، در مورد سیستم‌های نوروموفیک هم صادق‌اند. با این‌حال، این نکته که سیستم‌های نوروموفیک برای تقلید از مغز انسان طراحی شده‌اند، سوالات اخلاقی منحصر به فردی را در پیرامون استفاده از آن‌ها ایجاد می‌کند.
البته بحث پیرامون این موضوع این است که سخت‌افزار نورومورفیک همچون «شبکه‌های عصبی» مصنوعی مدل‌های بسیار ساده شده‌ای از چگونگی پردازش اطلاعات و عملکرد مغز هستند و در مقایسه با مغز از نظر اندازه و تکنولوژی عملکردی، پیچیدگی بسیار پایین‌تر و از نظر اتصالات، ساختاری بسیار منظم‌تری دارند. مقایسهٔ تراشه‌های نورومورفیک با مغز، مقایسه‌ای بسیار ناپخته است: همچون مقایسهٔ یک هواپیما با یک پرنده، صرفاً به دلیل این که هر دو بال و دم دارند. واقعیت این است که بازده تبدیل انرژی و محاسبهٔ سیستم‌های شناختی عصبی چندین برابر بهتر از آخرین فناوری‌های هوش مصنوعی است و مهندسی نوروموفیک تلاش می‌کند با الهام‌گیری از مکانیزم مغز این اختلاف را کاهش دهد.

### نگرانی‌های دموکراتیک
محدودیت‌های اخلاقی بسیاری ممکن است به دلیل درک عمومی بر مهندسی نورومورفیک اعمال گردد. Eurobarometer ویژهٔ ۳۸۲: نگرش عمومی نسبت به روبات‌ها، یک نظرسنجی که توسط کمیسیون اروپا انجام شد، نشان داد که ۶۰٪ از شهروندان اتحادیه اروپا خواهان ممنوعیت استفاده از روبات‌ها برای مراقبت از کودکان، سالمندان و معلومان هستند. همچنین، ۳۴٪ موافق ممنوعیت استفاده از روبات‌ها در آموزش، ۲۷٪ در مراقبت‌های بهداشتی و ۲۰٪ در مسائل تفریحی و فراغت بودند. این گزارش به نگرانی‌های فزاینده‌ای پیرامون روبات‌هایی اشاره می‌کند که می‌توانند عملکرد انسان را تقلید یا تکرار کنند. مهندسی نورومورفیک، بنابر تعریف، طراحی شده‌است تا عملکردهای مغز انسان را تکرار کند.
به احتمال زیاد، نگرانی‌های دموکراتیک پیرامون مهندسی نورومورفیک در آینده حتی عمیق‌تر هم خواهند شد. کمیسیون اروپا دریافت که که شهروندان اتحادیهٔ اروپا که بین ۱۵ تا ۲۴ سال دارند، در مقایسه با شهروندان بالای ۵۵ سال بیش‌تر امکان دارد روبات‌ها را به شکل روبات‌های انسان‌گونه (و نه ابزارگونه) تصور کنند. هنگامی که به این افراد تصویری از یک روبات انسان‌گونه نشان داده شد، ۷۵٪ شهروندان اتحادیهٔ اروپا که در سنین ۱۵ تا ۲۴ سال بودند بیان کردند که تصویر مورد نظر با تصور آن‌ها از روبات‌ها مطابقت دارد؛ در حالی که تنها ۵۷٪ از شهروندانی که بالای ۵۵ سال داشتند چنین پاسخی دادند؛ بنابراین، ماهیت انسان‌گونهٔ سیستم‌های نورومورفیک ممکن است آن‌ها را در دسته روبات‌هایی قرار دهد که بسیاری از شهروندان اتحادیهٔ اروپا خواهان ممنوعیت آن‌ها در آینده باشند.

### تشخص
با پیشرفت فزایندهٔ سیستم‌های نورومورفیک، برخی از محققان از اعطای حقوق تشخص به این سیستم‌ها دفاع کرده‌اند. اگر مغز آن چیزی است که به انسان‌ها تشخص می‌دهد، یک سیستم نورومورفیک باید تا چه حد از مغز انسان تقلید کند تا حقوق تشخص به آن اعطا شود؟ منتقدان توسعه فناوری در پروژهٔ مغز انسان، که هدف آن پیشرفت محاسبات الهام گرفته از مغز است، استدلال کرده‌اند که پیشرفت در محاسبات نورومورفیک می‌تواند منجر به خودآگاهی ماشینی یا تشخص شود. منتقدان استدلال می‌کنند که اگر قرار است با این سیستم‌ها مانند انسان‌ها رفتار شود، پس بسیاری از اعمالی که انسان‌ها با استفاده از سیستم‌های نورومورفیک انجام می‌دهند، از جمله عمل پایان دادن به سیستم‌های نورومورفیک، ممکن است از نظر اخلاقی ناروا باشند چرا که این اعمال خودمختاری سیستم‌های نورومورفیک را نقض می‌کنند.

### استفادهٔ دوگانه (کاربردهای نظامی)
مرکز هوش مصنوعی مشترک، یک شاخه از ارتش ایالات متحدهٔ آمریکا، مرکزی است که به تهیه و پیاده‌سازی نرم‌افزار هوش مصنوعی و سخت‌افزار نورومورفیک برای استفادهٔ رزمی اختصاص دارد. کاربردهای خاص آن، هدست/ عینک‌های هوشمند و روبات‌ها را شامل می‌شود. این مرکز قصد دارد که با تکیه بر فناوری نورومورفیک، «هر جنگنده، هر تیرانداز» را در شبکه‌ای از واحدهای مجهز به نورومورفیک متصل کند.